# Ломка (фильм, 2012)
«Ло́мка» (англ. Resolution — «Разрешение», «Развязка») — малобюджетный научно-фантастический фильм американских режиссёров Джастина Бенсона и Аарона Мурхеда. Премьера состоялась на кинофестивале «Трайбека» 20 апреля 2012 года.
В 2017 году режиссёры сняли фильм «Паранормальное», действие которого происходит в той же вселенной.

## Сюжет
Майкл Дэнюб, графический дизайнер, получает по мейлу видео, на котором его школьный друг Крис в какой-то пустынной местности разговаривает сам с собой и стреляет из ружья. К видео приложена карта местности. Зная, что Крис давно злоупотребляет наркотиками, Майкл прощается с женой и отправляется к Крису, чтобы попробовать увезти его на лечение от наркозависимости. Майкл находит Криса в полузаброшенной хижине  в состоянии наркотического опьянения. Крис отказывается от лечения, и тогда Майкл приковывает его к железному пруту в стене и говорит, что они пробудут в хижине ровно неделю, после чего Крис снова решит, будет он продолжать употреблять наркотики или нет. Майкл на всё это время остаётся с Крисом. К хижине приходят два знакомых Крису наркомана Мика и Билли, которые утверждают, что Крис должен отдать им их наркотики, однако Майкл просит их уйти.
Самому Майклу за то время, что он проводит в хижине и неподалёку, предстоит несколько неожиданных встреч и находок. В подвале хижины он обнаруживает старые чёрно-белые фотографии и негативы с пугающими сценами; Крис говорит, что нашёл фотографии у каменных развалин неподалёку. Гуляя по окрестностям, Майкл встречает группу из трёх приверженцев религии НЛО. Также Майкл набредает на строение, в котором хранится старая техника, в том числе пластинки с записью разговора и криков мужчины и женщины. В доме появляется книга из библиотеки со страшными историями, а когда Майкл относит книгу в местную библиотеку, он находит рядом с ней диапозитивы со странными и пугающими сценами. Узнав на одной из фотографий, найденных в хижине, кладбище, Майкл идёт туда и находит видеокассету, на которой записан разговор, произошедший накануне у него с Крисом, причём Майкл уверен, что их никто не мог снимать. Тем временем Мика и Билли приходят снова и, угрожая Майклу, убивают рыжего пса, который каждый день прибегал к Крису. Также к хижине приходит местный индеец Чарльз, который говорит, что хижина находится на территории резервации и находиться тут запрещено. Майкл даёт Чарльзу взятку, чтобы он подождал до конца семидневного срока, после которого они с Крисом уедут. От Чарльза Майкл также узнаёт, что старая техника, которую он видел в строении неподалёку, принадлежала французским студентам, которые когда-то приезжали сюда для изучения индейского фольклора.
Майкл продолжает исследовать окрестности и входит в пещеру, где обнаруживает бездомного и, убегая, повреждает ногу. Он также разыскивает владельца убитой собаки, им оказывается археолог-француз Байрон, который уже тридцать лет живёт в США. Байрон рассказывает Майклу, что когда-то с ним работали ещё двое студентов, но потом они исчезли. Майкл возвращается к Крису, и они видят, как самопроизвольно включившийся диапроектор показывает им фото мёртвого Криса и лежащего в гробу Майкла. Затем на ноутбуке Майкла начинается видео, на котором они изображены в настоящий момент, а затем после перемотки вперёд к ним на видео приходят Мика и Билли и убивают их. Майкл освобождает Криса и они садятся в машину, где находят CD со звуками прихода Чарльза с друзьями, которые расстреливают Майкла и Криса. Поняв, что нечто, обитающее в этих местах, показывает им их будущее, Майкл и Крис прячутся возле дома и наблюдают за происходящим: в дом приходят Мика и Билли, а затем Чарльз с друзьями, которые убивают Мику и Билли и поджигают дом. От потрясения Крис говорит Майклу, что он согласен пройти реабилитацию от наркозависимости. Майкл предполагает, что их историю тем самым ждёт хэппи-энд, однако в этот момент над ними появляется нечто, от вида чего Крис падает на колени, а Майкл в ужасе спрашивает: «Нельзя ли нам сделать всё по-другому?».

## В ролях
- Питер Силелла — Майкл
- Винни Каррен — Крис
- Зан Маккларнон — Чарльз
- Билл Оберст мл. — Байрон
- Скайлер Мичам — Мика
- Курт Дэвид Андерсон — Билли
- Джастин Бенсон — Джастин
- Аарон Мурхед — Аарон

## Награды
- 2013 — Кинофестиваль After Dark в Торонто — лучший сценарий; самый инновативный фильм и ещё две награды[4]
- 2013 — Кинофестиваль Macabro — лучшая режиссура[5]
- 2013 — Кинофестиваль Fantastic Planet — лучшая режиссура[6]

## Критика
На сайте Rotten Tomatoes рейтинг фильма составил 85% на основе 13 рецензий, на Metacritic — 80 баллов из 100 на основе 5 рецензий.
Борис Хохлов назвал фильм «оригинальным, но недодуманным мистическим триллером пополам с инди-драмой», отметив, что «по сути, перед нами два фильма в одном — с одной стороны, это разговорная драма о двух лучших друзьях, пути которых когда-то давно разошлись... в то же время перед нами мистико-параноидальный триллер».